# Марама Ваїруа
Марама Ваїруа (фр. Marama Vahirua, нар. 12 травня 1980, Папеете) — французький та таїтянський футболіст, нападник клубу «Дрегон».
Насамперед відомий виступами за клуб «Нант», а також національну збірну Таїті.
Володар Кубка Франції. Чемпіон Франції. 

## Клубна кар'єра
Народився 12 травня 1980 року в місті Папеете. Вихованець футбольної школи клубу «Нант». Дорослу футбольну кар'єру розпочав 1998 року в основній команді того ж клубу, в якій провів шість сезонів, взявши участь у 111 матчах чемпіонату.  За цей час виборов титул володаря Кубка Франції, ставав чемпіоном Франції.
Згодом з 2004 по 2012 рік грав у складі команд клубів «Ніцца», «Лор'ян», «Нансі» та «Монако», а сезон 2012/13 провів в оренді в грецькому «Пантракікосі».
Влітку 2013 повернувся до рідної Французької Полінезії, де провів три сезони в іменитому «Пірае», один сезон у «Теманава», а з 2017 грає за «Дрегон».

## Виступи за збірні
Протягом 2001–2002 років  залучався до складу молодіжної збірної Франції. На молодіжному рівні зіграв у 6 офіційних матчах, забив 2 голи.
2013 року дебютував в офіційних матчах у складі національної збірної Таїті в рамках розіграшу Кубка конфедерацій 2013 року, що проходив у Бразилії. Наразі провів у формі головної команди Таїті 5 матчів.
| Дата       | Місто          | Господарі | Результат | Гості          | Турнір             | Голи | Примітки |
| ---------- | -------------- | --------- | --------- | -------------- | ------------------ | ---- | -------- |
| 17/06/2013 | Белу-Оризонті  | Таїті     | 1 – 6     | Нігерія        | Кубок Конфедерацій | -    |          |
| 20/06/2013 | Ріо-де-Жанейро | Іспанія   | 10 – 0    | Таїті          | Кубок Конфедерацій | -    |          |
| 23/06/2013 | Ресіфі         | Уругвай   | 8 – 0     | Таїті          | Кубок Конфедерацій | -    |          |
| 21/03/2018 | Пірае          | Таїті     | 0 – 0     | Нова Каледонія | товариський матч   | -    | 62'      |
| 24/03/2018 | Пірае          | Таїті     | 4 – 3     | Нова Каледонія | товариський матч   | -    | 63'      |
| Усього     |                | Матчів    | 5         |                | Голів              | 0    |          |

## Титули і досягнення

### Командні
- Чемпіон Франції (1):

«Нант»: 2000-01
- Володар Кубка Франції (2):

«Нант»: 1998-99, 1999-2000

### Особисті
- Футболіст року Океанії: 2005